# Йонас Мачис-Кекштас
Йонас Мачис-Кекштас (лит. Jonas Mačys-Kėkštas; 1867, Інґаванг, парафія Клебішкіс — 15 грудня 1902, Нью-Йорк, США) — литовський поет, публіцист, редактор, громадський діяч.
Народився в родині бідних селян. 1880—1885 навчався в Маріямпольській гімназії. 1884 рік разом із Казисом Гринісом редагував рукописну газету «Prieszauszris» (12 номерів). Відмовившись відвідувати семінарію священиків, втратив підтримку батьків та родича.
1886—1900 працював у царських урядових установах в Аукштоджі Панемуне, Вірбалісі, Вілкавішкісі. Співпрацював з «Aušra» та допомагав видавати журнали «Varpas» та «Ūkininkas». 

- 1900 — через конфлікт у службі та уникнення арешту за контакти з продавцями книг виїхав до Тільжі, а звідти — до Мартинаса Янкаса у Бітней (район Пагегяй).
- Після 1900 поїхав до США.
- 1901–1902 редагував тижневик Vienybė Lietuvninkų, писав публікації до Lietuviškasis balsas, Lietuvis та Nauja draugija. Публікував публіцистичні статті, вірші, перекладені вірші зарубіжних поетів.
- 1910 — вийшла його поетична збірка «Вірші».